# Wehrhain
Wehrhain è una frazione della città tedesca di Schlieben.

## Amministrazione
La frazione di Wehrhain è rappresentata da un sindaco di frazione (Ortsvorsteher).